# Roberto Rodríguez Lario
Roberto Rodríguez Lario (geboren am 19. Juli 2000 in Sevilla) ist ein spanischer Handballspieler, der auf der Spielposition Torwart eingesetzt wird.

## Vereinskarriere
Roberto Rodríguez begann mit dem Handball in Dos Hermanas bei Balonmano Montequinto. Ab 2018 spielte er bei Balonmano Alarcos Ciudad Real in der División de Honor Plata, bevor er zur Spielzeit 2019/20 der Liga Asobal zu BM Benidorm wechselte, mit dem er in Spaniens höchster Liga debütierte. Im Februar 2023 erhielt er einen Vertrag bei Fraikin BM Granollers zur Saison 2023/24, der bis 2026 läuft. Nach der Saison 2024/2025 in Spaniens erster Liga wird er Fraikin BM Granollers vorzeitig verlassen.
Er wechselte zum Beginn der Spielzeit 2025/2026 nach Frankreich, wo er einen bis 2028 laufenden Vertrag beim in der Starligue spielenden Verein Chambéry Savoie Mont Blanc Handball, der von Asier Marcos trainiert wird, erhielt.
Mit den Teams aus Benidorm und Granollers nahm Rodríguez an europäischen Vereinswettbewerben teil.

## Auswahlmannschaften
Er stand im Aufgebot spanischer Auswahlmannschaften der RFEBM.
Sein erstes Spiel für Spanien absolvierte Rodríguez am 24. Juli 2017 mit der promesas selección gegen die Auswahl Frankreichs beim Europäischen Olympischen Sommer-Jugendfestival 2017. Er stand in fünf Spielen für diese Auswahl im Aufgebot und erzielte dabei ein Tor.
Als Jugendnationalspieler nahm er an der U-18-Europameisterschaft 2018 teil und an der U-19-Weltmeisterschaft 2019. Vom 29. März 2018 bis zum 18. August 2019 war Rodríguez in 30 Spielen der Jugendnationalmannschaft eingesetzt und warf darin vier Tore.
Mit der Juniorenauswahl Spaniens absolvierte er im Januar 2020 drei Spiele.
Roberto Rodríguez wurde am 28. Juni 2022 erstmals in der A-Auswahl Spaniens eingesetzt. Er gewann mit den Spaniern das Turnier bei den Mittelmeerspielen 2022. Bis 6. Juli 2022 stand er in sechs Länderspielen im Aufgebot.

## Privates
Sein Bruder Alfonso Rodríguez und seine Schwester Belén Rodríguez spielen ebenfalls Handball.